# Juif bouddhiste
Un Juif bouddhiste, aussi surnommé Jubu, de l'anglais JewBu, mot-valise anglais de Jewish Buddhist, est une personne d'origine Juive qui pratique des formes de bouddhisme Dhyāna, comme la méditation. Le terme est diffusé en 1994 dans le livre Le Juif dans le Lotus de l'écrivain américain Rodger Kamenetz,,,.

## Personnes notables
- Leonard Cohen[5]
- Ram Dass
- Krishna Das
- Ram Dass
- Robert Downey Jr.
- Anthony Ervin
- Allen Ginsberg
- Philip Glass
- Craig Taro Gold
- Joseph Goldstein
- Daniel Goleman
- Dan Harris
- Goldie Hawn
- Jon Kabat-Zinn
- Jack Kornfield
- Mandy Patinkin
- Jeremy Piven
- Sharon Salzberg
- Nyanaponika Thera
- Adam Yauch